# Pigs (Three Different Ones)
Pigs (Three different ones), conocido popularmente como Pigs, es una canción del álbum Animals de Pink Floyd en 1977, y escrita por Roger Waters. Fue grabada originalmente entre abril y mayo de 1976 en el estudio Britanna Row Studios de Inslington, London.

## Argumento
Desde la perspectiva de Roger Waters, y basado en el libro Rebelión en la Granja de George Orwell, "Pigs" (traducido al español como "Cerdos") representan las personas que se hallan en la cima de los sectores sociales, los cuales poseen poder, dinero y riquezas, pero a través de manipular al resto de la sociedad para que compitan sin fin alguno con impotencia, a fin de que los "cerdos" se mantengan poderosos. En la canción "Dogs" ("Perros"), dirigido hacia los oportunistas interesados, se escucha "Debo admitirlo, estoy confundido, a veces creo que me están usando", aludiendo la manipulación de los cerdos.

## En vivo
En 1977, Pink Floyd tocó esta canción durante la gira Animals. En 1987, Roger Waters tocó esta canción durante la gira Radio K.A.O.S. como un medley junto a In the Flesh?, Have A Cigar y Wish You Were Here. En las giras modernas, 2016 en adelante, Roger Waters la suele incluir en sus conciertos como protesta hacia Donald Trump y su administración, mientras en la pantalla se muestran imágenes satíricas en su contra, incluyendo fotografías de Trump en tono de burla, tuits controvertidos del presidente norteamericano y al final de la canción se muestra en pantalla la frase: "Trump es un cerdo" o una variación similar, en el idioma local de la ciudad del concierto.

## Personal
- Roger Waters - voz, guitarra rítmica, efectos de cinta, vocoder.
- David Gilmour - guitarra líder, bajo sin trastes, talk box.
- Nick Mason - batería, percusión (cencerro).
- Richard Wright - órgano Hammond, sintetizador ARP String, piano, coros, clavinet.